# Nagai Hideki
Hideki Nagai (sinh ngày 26 tháng 1 năm 1971) là một cầu thủ bóng đá người Nhật Bản.

## Sự nghiệp câu lạc bộ
Hideki Nagai đã từng chơi cho Tokyo Verdy, Fukuoka Blux, Shimizu S-Pulse, Yokohama Flügels, Yokohama F. Marinos, Oita Trinita và FC Ryukyu.

## Thống kê câu lạc bộ

### J.League
| Đội                 | Năm       | J.League | J.League | J.League Cup | J.League Cup | Tổng cộng | Tổng cộng |
| Đội                 | Năm       | Trận     | Bàn      | Trận         | Bàn          | Trận      | Bàn       |
| ------------------- | --------- | -------- | -------- | ------------ | ------------ | --------- | --------- |
| Verdy Kawasaki      | 1992      | -        | -        | 3            | 0            | 3         | 0         |
| Verdy Kawasaki      | 1993      | 20       | 3        | 7            | 3            | 27        | 6         |
| Verdy Kawasaki      | 1994      | 15       | 0        | 2            | 0            | 17        | 0         |
| Shimizu S-Pulse     | 1996      | 29       | 3        | 16           | 5            | 45        | 8         |
| Verdy Kawasaki      | 1997      | 19       | 2        | 5            | 2            | 24        | 4         |
| Yokohama Flügels    | 1998      | 32       | 12       | 4            | 0            | 36        | 12        |
| Yokohama F. Marinos | 1999      | 22       | 5        | 4            | 2            | 26        | 7         |
| Yokohama F. Marinos | 2000      | 21       | 0        | 5            | 1            | 26        | 1         |
| Tokyo Verdy         | 2001      | 20       | 5        | 2            | 0            | 22        | 5         |
| Tokyo Verdy         | 2002      | 11       | 2        | 3            | 0            | 14        | 2         |
| Oita Trinita        | 2004      | 2        | 0        | 3            | 0            | 5         | 0         |
| Tokyo Verdy         | 2006      | 29       | 1        | -            | -            | 29        | 1         |
| Tokyo Verdy         | 2007      | 18       | 3        | -            | -            | 18        | 3         |
| Tokyo Verdy         | 2014      | 11       | 0        | -            | -            | 11        | 0         |
| Tokyo Verdy         | 2015      | 18       | 0        | -            | -            | 18        | 0         |
| Tokyo Verdy         | 2016      | 3        | 0        | -            | -            | 3         | 0         |
| Tổng cộng           | Tổng cộng | 270      | 36       | 54           | 13           | 324       | 49        |